# Manchester United Supporters' Trust
Manchester United Supporters' Trust (tidligere Shareholders United) er den officielle fangruppe for Manchester United F.C.. Den er anerkendt som fangruppe af Supporters Direct. Med over 175.000 medlemmer er fangruppen Storbritanniens største fangruppe.